# Cerinthodes oblongifolia
Cerinthodes oblongifolia là loài thực vật có hoa trong họ Mồ hôi. Loài này được (Nutt.) Kuntze mô tả khoa học đầu tiên năm 1891.